# Theodor Hubrich
Theodor Hubrich (* 13. Mai 1919 in Glatz, Landkreis Glatz, Provinz Niederschlesien; † 26. März 1992 auf der Insel Reichenau) war ein römisch-katholischer Theologe, Weihbischof in Magdeburg sowie Generalvikar und Apostolischer Administrator des Bischöflichen Amtes Schwerin.

## Leben
Theodor Hubrich, dessen Vater noch vor Theodors Geburt im Ersten Weltkrieg im Oktober 1918 in Frankreich gefallen war, war acht Jahre Schüler des Katholische Gymnasium Glatz, das er 1937 mit dem Abitur abschloss. Anschließend studierte er bis 1939 an der Universität Breslau Katholische Theologie. 1939 wurde er zum Wehrdienst eingezogen. Bei Kriegsende 1945 geriet er in amerikanische Kriegsgefangenschaft, aus der er Anfang 1946 in die Westzone entlassen wurde. Danach setzte er sein Studium in Tübingen fort. Ab dem Wintersemester 1946 studierte er an der neu gegründeten Philosophisch-Theologischen Hochschule Königstein. Nach Abschluss des Studiums an der Albert-Ludwigs-Universität Freiburg wurde er am 27. Juni 1948 in der Klosterkirche St. Peter in St. Peter zum Priester geweiht.
Danach wurde ihm eine Tätigkeit im Erzbischöflichen Kommissariat Magdeburg zugewiesen, das zum Erzbistums Paderborn gehörte. Dort war er als Vikar an St. Marien in Delitzsch, ab 1954 an St. Marien in Burg, und ab 1957 an St. Marien in Magdeburg tätig. 1959 wurde er zum Caritasdirektor des Erzbischöflichen Kommissariates Magdeburg ernannt, 1964 wechselte er in gleicher Funktion zum Deutschen Caritasverband Berlin mit Sitz in Ost-Berlin.
Vom 1. November 1972 an war Hubrich Generalvikar des zum Erzbistum Paderborn gehörenden Erzbischöflichen Kommissariats Magdeburg. 1973 wurde er mit dem Päpstlichen Ehrentitel Päpstlicher Ehrenprälat ausgezeichnet.
Am 5. Dezember 1975 ernannte ihn Papst Paul VI. zum Weihbischof im Bischöflichen Amt Magdeburg mit dem Titularsitz Auca. Die Bischofsweihe erteilte ihm am 7. Januar 1976 Johannes Braun. Am 23. November 1987 wurde er zum Apostolischen Administrator im Bischöflichen Amt Schwerin ernannt und am 9. Januar 1988 in das Amt eingeführt.
Während eines Treffens seines Glatzer Abiturjahrgangs erlitt er am 27. März 1992 auf der Insel Reichenau einen Plötzlichen Herztod. Nach einem Pontifikalrequiem, das der Apostolische Nuntius Lajos Kada am 2. April 1992 in der Schweriner Propsteikirche St. Anna zelebriert hatte, wurde Theodor Hubrich am Schweriner Waldfriedhof beigesetzt.